# Catastrophe Ballet
Catastrophe Ballet ist das zweite Musikalbum der Death-Rock-Band Christian Death.

## Hintergrund
Catastrophe Ballet ist das erste Studioalbum in der neuen Besetzung. Diese entstand dadurch, dass Rozz Williams nach Europa auswanderte und anschließend Christian Death zusammen mit der Post-Punk-Band Pompeii 99 erneut gründete. Das Album gilt als zweites essentielles Album der Urväter des American Gothic.
Während sich die Band beim Vorgänger Only Theatre of Pain durchweg stark am Gothic Punk orientierte, sind auf diesem Album nicht nur Lieder nach typischer Gothic-Punk-Manier wie z. B. Sleepwalk zu finden, zusätzlich sind auch bei Liedern wie The Blue Hour oder The Drowning typische Gothic-Rock-Strukturen zu vernehmen. Im Allgemeinen ist das Album im Vergleich mit seinem Vorläufer ruhiger gestimmt. Es werden zum Teil klare, lange und ruhige Melodiebögen verwendet und der einst dominierende Bass ist nun teilweise weniger dominant und erfüllt auf Catastrophe Ballet oftmals eine begleitende Rolle.
Rozz Williams’ Gesang unterstützt von Valor Kant, ist auf diesem Album eher romantisch, dramatisch wie auch depressiver Ausrichtung und verdeutlicht die dadaistische Weltsicht der Band zu diesem Zeitpunkt. Hierbei spiegelt sich der große Einfluss von Ikonen wie David Bowie, Lou Reed und Jim Morrison im Gesangsstil von Williams deutlich wider.
Williams experimentierte damals schon stark mit Drogen und hatte die Idee für das bizarre Cover während er unter dem Einfluss von Magic Mushrooms stand.
Valor Kant äußerte sich zu diesem Album wie folgt:

„Das Konzept von Catastrophe Ballet spiegelt die nebeneinander wirkenden Kräfte von Geburt und Tod, die allgegenwärtige Kulisse der Katastrophe, die wir mit jeden Schritt choreografieren, in diesem Ballet das wir Leben nennen.“

Am 14. Mai 2014 spielte Christian Death pünktlich zum 30. Geburtstag von Catastrophe Ballet eine exklusive 30 Anniversary Tour.

## Titelliste
1. „Awake at the Wall“ (Valor, Constance Smith, David Parkinson, Gitane Demone, Rozz Williams)
2. „Sleepwalk“ (Valor, Williams)
3. „The Drowning“ (Williams)
4. „The Blue Hour“ (Valor, Williams)
5. „As Evening Falls“ (Valor, Williams)
6. „Androgynous Noise Hand Permeates“ (Valor, Parkinson, Eric Westfall, Williams)
7. „Electra Descending“ (Valor, Williams)
8. „Cervix Couch“ (Valor, Smith, Demone, Williams)
9. „This Glass House“ (Valor, Williams)
10. „The Fleeing Somnambulist“ (Valor, Westfall, Williams)

QAH Music U.S.A., Arrangements: Valor

## Wiederveröffentlichungen
1987 wurde das Album unter dem Namen A Catastrophe Ballet With Rhapsody of Youth and Rain mit drei Bonustracks neu veröffentlicht:
1. „The Somnolent Pursuit“ („The Fleeing Somnambulist“ Rückwärts)
2. „Between Youth“ (B-Seite von Believers of the Unpure)
3. „After the Rain“ (B-Seite von Believers of the Unpure)

1999 wurde es mit zusätzlichen Live-Aufnahmen unter „Awake at the Wall“ and „The Drowning“ ebenfalls erneut veröffentlicht. Zusätzlich sind Bilder von Konzerten als Bonus auf der CD.
2009 wurde das Album nochmals veröffentlicht, diesmal mit dem weiteren unveröffentlichten Bonustrack Beneath his Widow feat. Rozz Williams.

## Kritik
Wie auch Only Theatre of Pain und sein Nachfolger Ashes wird dieses Album vom ssmt.com Kritiker Alec A. als Post-Punk Essential beschrieben.
Kritiker beschrieben den Wandel der Musik wie folgt:

„The sound of Christian Death was about to change and become more affected and various remaining in the death rock, which is in fact the American gothic rock, quite different from the UK gothic scene of the 80s, fields that Rozz Williams with Christian Death formed with "Deathwish" (1981) and "Only Theatre Of Pain" (1982).“

„Der Klang von Christian Death beeinflusste und veränderte nachhaltig den Death Rock, welcher faktisch der sich von der britischen Gothic Rock Szene der 80er unterscheidende amerikanische Gothic Rock ist, ein Stil den Rozz Williams mit Christian Death mit "Deathwish" (1981) und "Only Theatre Of Pain" (1982) begründet hatte.“

## Referenzen
- Dave Thompson, Kirsten Borchardt (2004): Schattenwelt – Helden und Legenden des Gothic Rock. ISBN 3-85445-236-5
- Nico B. (Hrsg.) (1999): The Art of Rozz Williams. ISBN 978-0-86719-493-7